# St. Ägidius (Laudenbach)

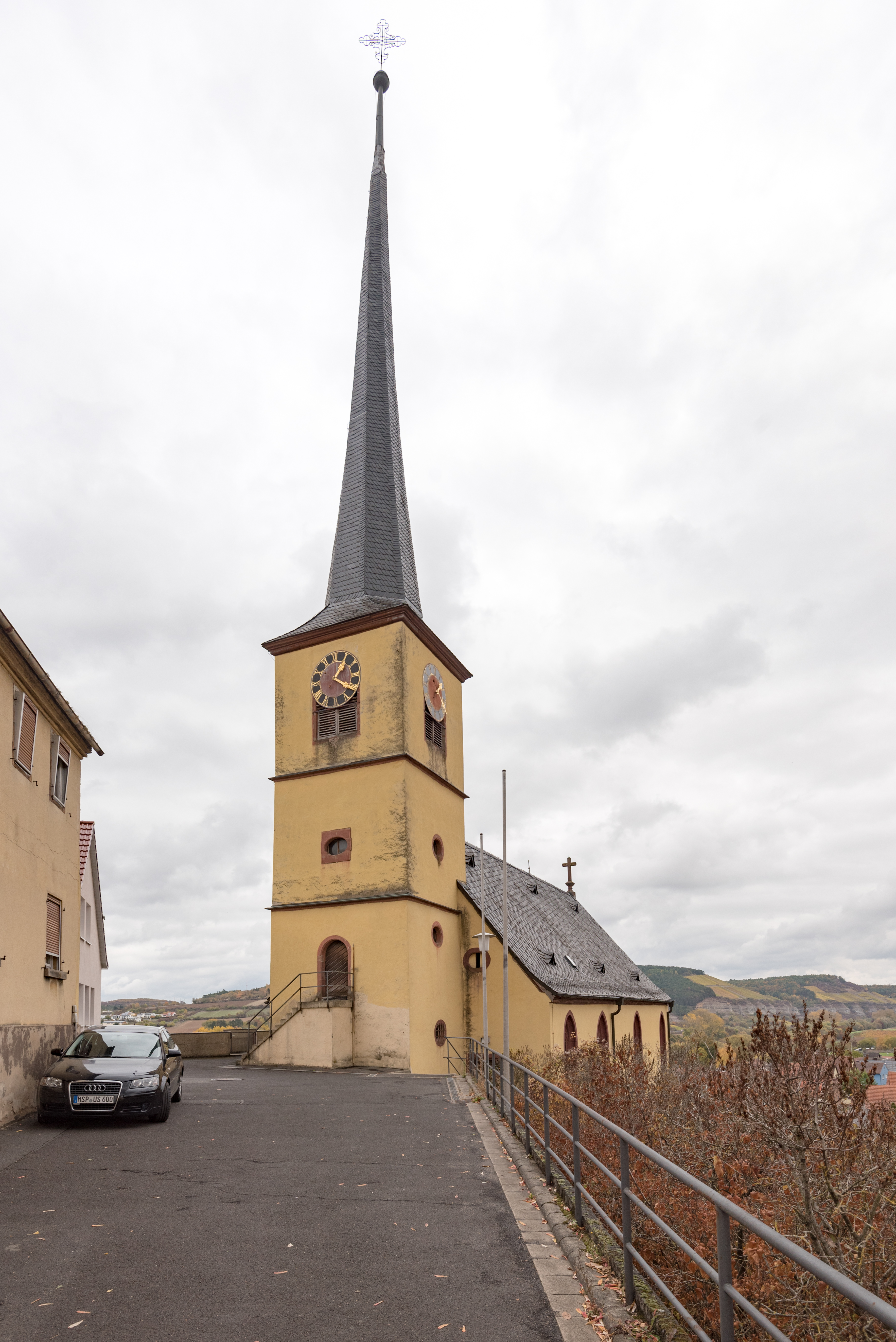
St. Ägidius (Karlstadt, Laudenbach)

Die römisch-katholische Pfarrkirche St. Ägidius steht in Laudenbach, einem Gemeindeteil der Kreisstadt Karlstadt im unterfränkischen Landkreis Main-Spessart in Bayern. Das denkmalgeschützte Bauwerk entstand Anfang des 17. Jahrhunderts. Die Pfarrei gehört zur Pfarreiengemeinschaft St. Georg (Karlstadt) im Dekanat Karlstadt des Bistums Würzburg.

## Beschreibung
Die am 13. September 1614 von Julius Echter eingeweihte Saalkirche ersetzte den Vorgängerbau, von dem einige alte Mauerteile einbezogen wurden. Sie besteht aus einem Langhaus, das mit einem Satteldach bedeckt ist, und einem Kirchturm im Westen, der mit einem achtseitigen Knickhelm bedeckt ist, dessen oberstes Geschoss die Turmuhr und den Glockenstuhl beherbergt. Der eingezogene, dreiseitig geschlossene Chor im Osten wurde 1846 erneuert. Am Chorbogen weist das Wappen von Julius Echter auf den Erbauer hin.